# Les Grandes Heures du duc de Berry
Les Grandes Heures de Jean de Berry est un livre d'heures enluminé commandé par le duc Jean Ier de Berry. Dépouillé de ses grandes miniatures, le manuscrit est conservé à la Bibliothèque nationale de France sous la cote ms. lat. 919. Seule une grande miniature est actuellement conservée au musée du Louvre, représentant Le Portement de croix, peinte par Jacquemart de Hesdin.

## Histoire du manuscrit
Vers 1407, Jean de France, duc de Berry passe commande d'un livre d'heures de grandes dimensions. L'ex-libris indique qu'il est achevé en 1409. Il fait appel pour cela au peintre Jacquemart de Hesdin, notamment pour peindre de grandes miniatures pleines pages, mais aussi à d'autres artistes. Dans l'inventaire de ses biens après son décès en 1416, le manuscrit est ainsi décrit : « Item, unes tres grans moult belles et riches Heures, tres notablement enluminees et historiees de grans histoires de la main Jaquemart de Hodin et autres ouvriers de Monseigneur ». Le manuscrit alors est orné d'une riche couverture couverte de pierres précieuses : velours violet, deux fermoirs d'or, rubis balais, saphir, et six perles. À cause de cette couverture, il est estimé à 4 000 livres tournois, contre seulement 500 livres pour Les Très Riches Heures, il est vrai non achevées. C'est de loin le plus cher des livres du duc.
Selon François Avril, conservateur de la Bibliothèque nationale, le manuscrit aurait ensuite appartenu à Charlotte de Savoie, épouse de Louis XI, dont l’inventaire après décès, daté de janvier-mars 1484, mentionne « ung autre livre en parchemin appelé les Heures de Monsgr de Berry, bien historié »,. Mais l'historienne de l'art Nicole Reynaud préfère y voir plutôt la  mention du manuscrit Les Très Riches Heures du duc de Berry. L'ouvrage est dépouillé de sa luxueuse couverture lorsque Charles VIII, devenu propriétaire du manuscrit, la fait remplacer en 1488 par une nouvelle reliure en velours cramoisi, ornée de pièces gravées en argent, or et vermeil. Le manuscrit est encore complet et toujours décoré de la même couverture en 1518. 
Le manuscrit perd ses grandes miniatures à une date inconnue. Au XXe siècle, une miniature, celle d'un Portement de Croix, est retrouvée chez le galeriste anglais Percy Moore Turner qui la vend au musée du Louvre en 1930 où elle se trouve maintenant, au département des peintures, sous la cote RF 2835.

## Attribution des enluminures

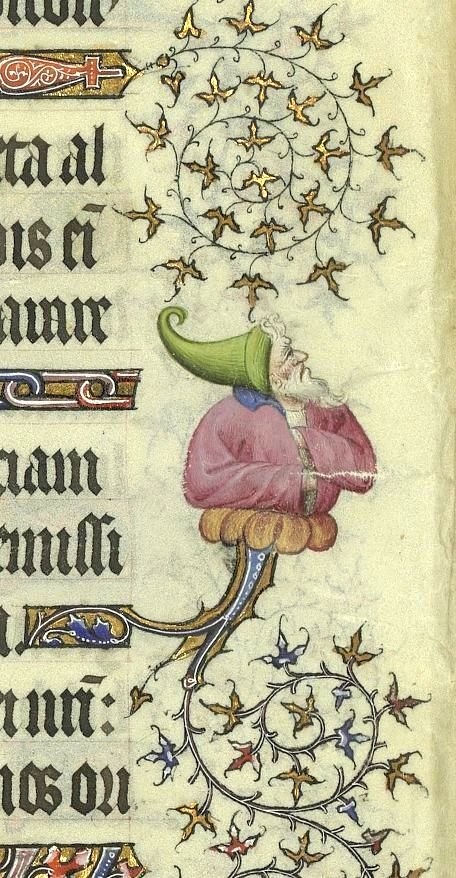
Drôlerie. Fol. 121v.

Jacquemart de Hesdin est désigné comme le principal maître d'œuvre du travail d'enluminure. C'est sans doute lui l'auteur de la seule grande miniature connue, peut-être aussi des autres, et sans doute aussi de la petite miniature : David vêtu de bleu (folio 45). Comme l'indique le texte de l'inventaire de 1416, d'autres enlumineurs participent à ce travail, dont plusieurs ont été identifiés par les historiens de l'art. L'un d'entre eux est désigné par le nom de convention de Pseudo-Jacquemart. Il est l'auteur de la plupart des petites miniatures, des initiales et des drôleries. Il est possible qu'il ait aussi participé aux grandes miniatures car on retrouve sa main dans de grandes illustrations d'un autre manuscrit de la même époque (Saint-Pétersbourg, Rasn. Q.v.I,8). La petite miniature Saint Pierre et saint Paul baptisant (folio 97) est attribuée au maître de Bedford,  et La Descente aux limbes (folio 84) au maître de la Mazarine (autrefois au Maître de Boucicaut).
François Avril commente comme suit l’œuvre du Pseudo-Jacquemart :« En lui, Jean de Berry a trouvé un artiste complaisant et disposé à réaliser son désir de faire de ce livre d’heures, selon la formule de M. Thomas, une sorte d’anthologie de l’enluminure française, telle qu’elle était représentée dans ses collections». François Avril relève les emprunts non seulement au calendrier du Bréviaire de Belleville et aux Heures de Jeanne d’Évreux, mais aussi à des manuscrits plus récents comme le Bréviaire de Charles V (Résurrection du folio 81), les Très Belles Heures de Notre Dame de Jean de Berry (Noces de Cana du folio 41, Funérailles du folio 106), les Petites Heures de Jean de Berry (Vierge et l’Enfant de l’initiale du folio 8). Ces œuvres au caractère rétrospectif côtoient des créations d’artistes qui préparent l’avenir de l’enluminure, à savoir Jacquemart de Hesdin, le maître de la Mazarine, le  maître de Boucicaut (Saint-Grégoire du folio 100) et le maître de Bedford (folio 98), où saint Pierre accueille les élus, parmi lesquels Jean de Berry est mis en évidence, à l’entrée du Paradis.

Petites miniatures
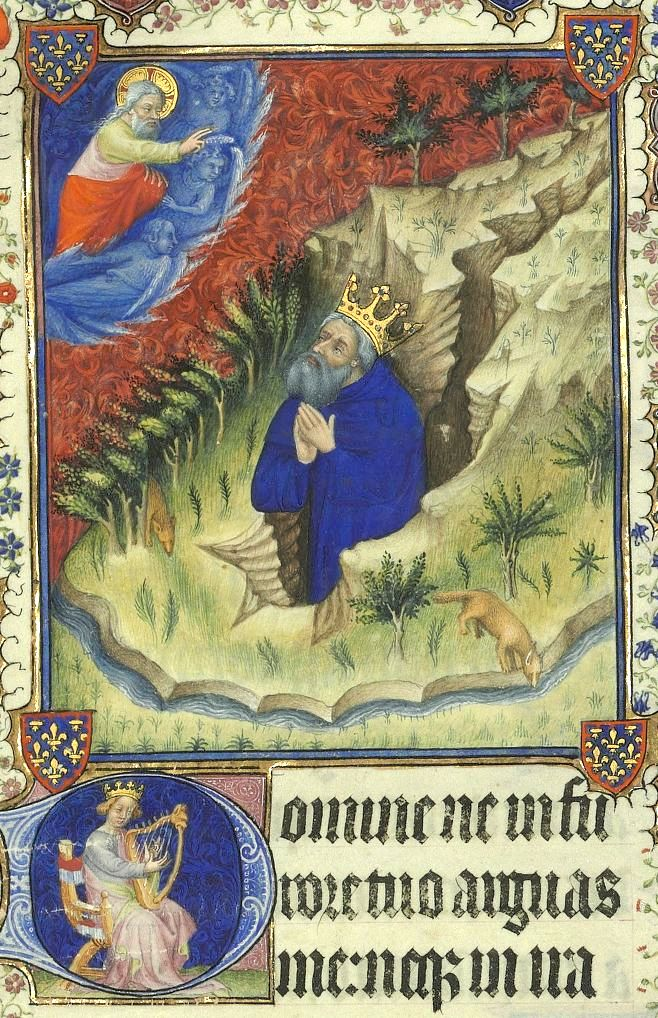
David pénitent (fol. 45)
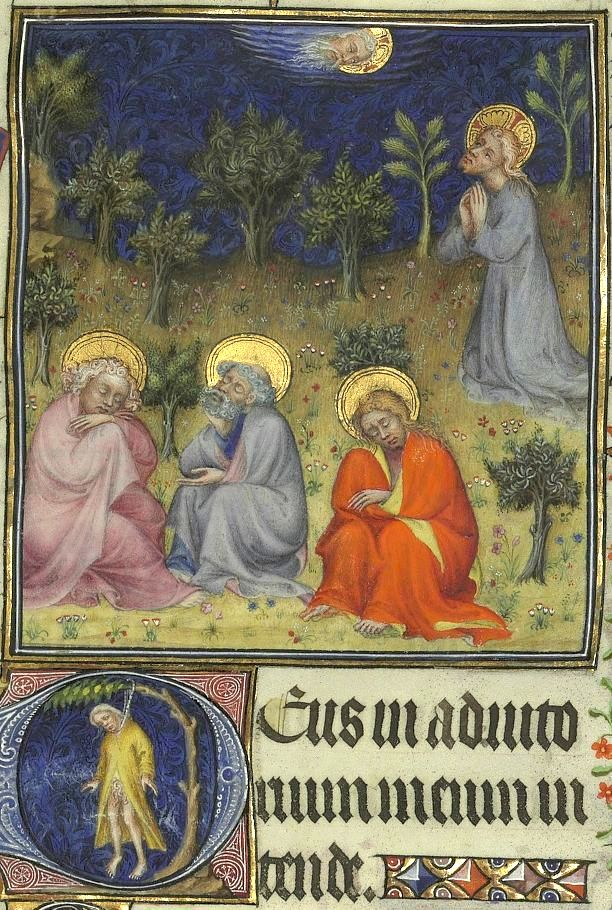
Mont des oliviers (fol. 65)
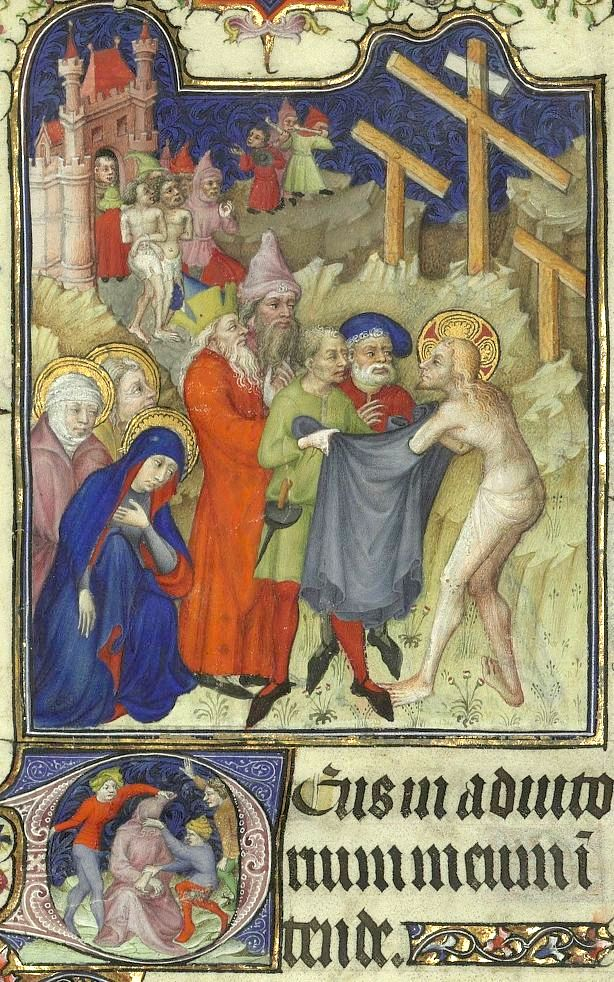
Dérision du Christ (fol. 70)
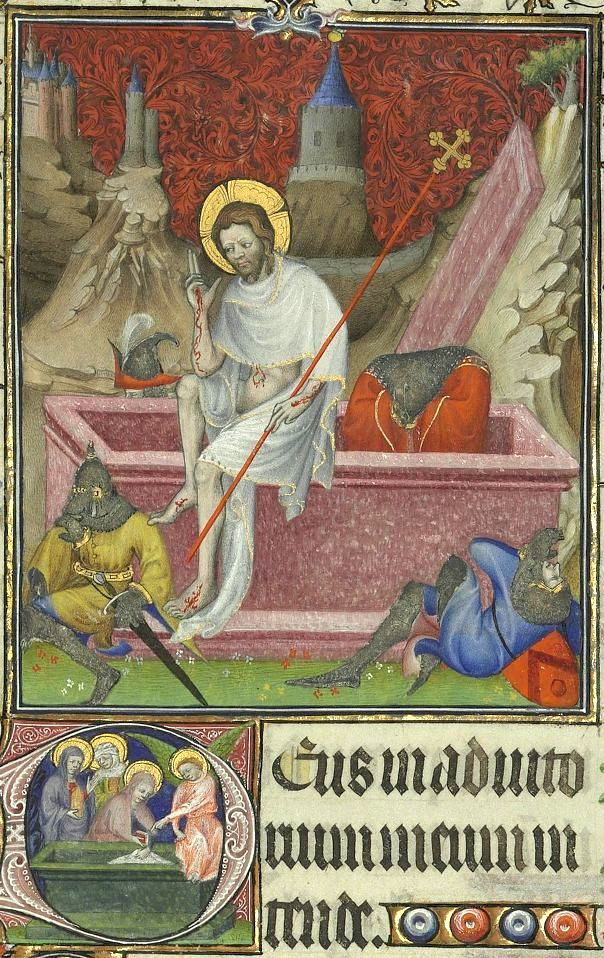
Résurrection du Christ (fol. 81)
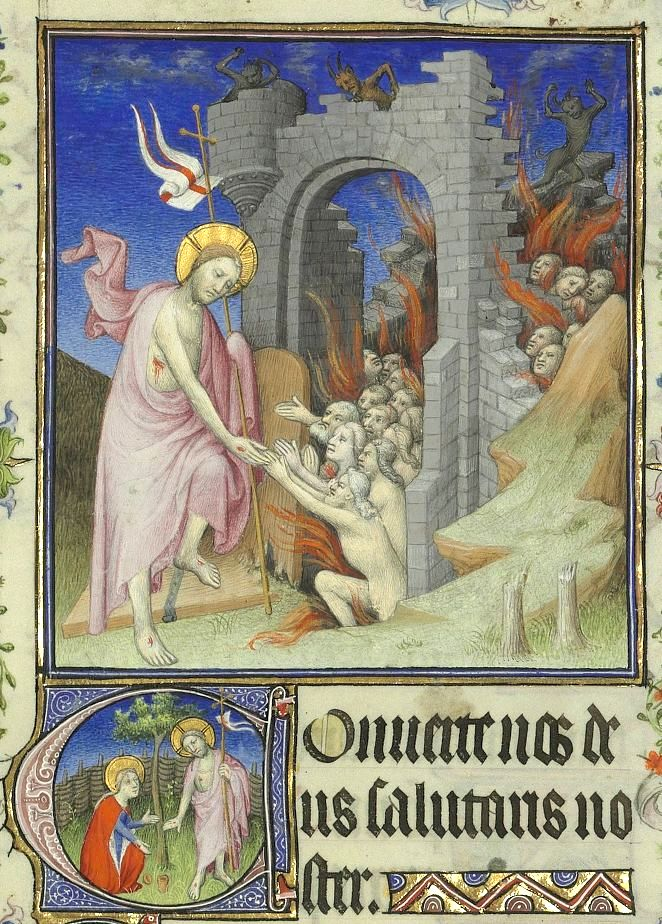
Christ aux limbes (fol. 84)
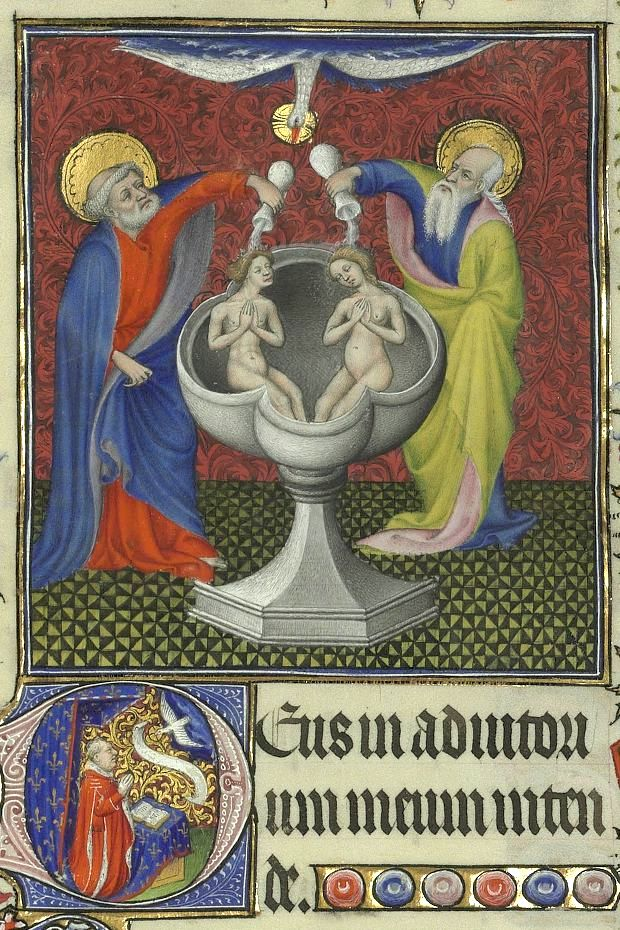
Saints Pierre et Paul baptisant (fol. 97)
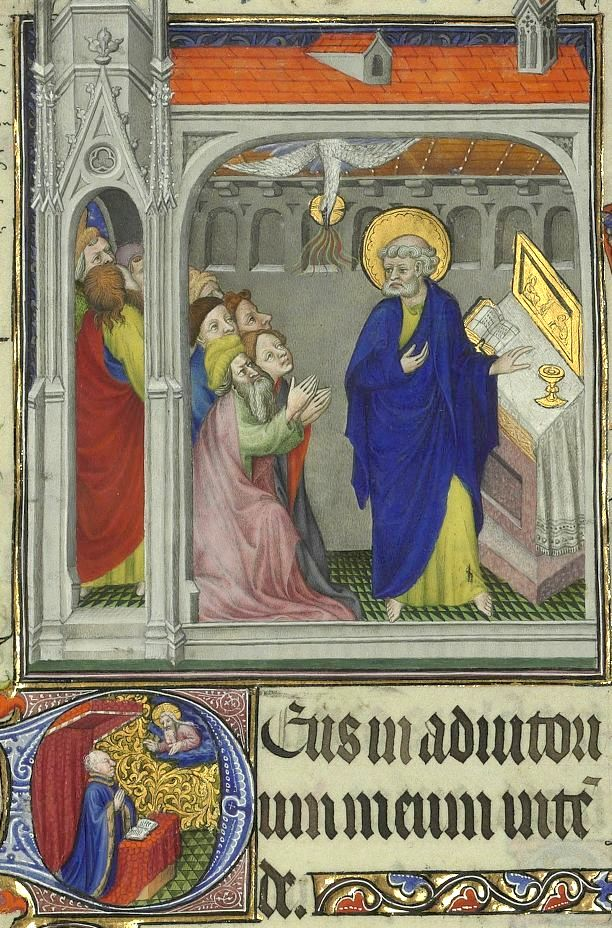
Saint Pierre accueillant les élus et Jean de Berry (fol. 98)
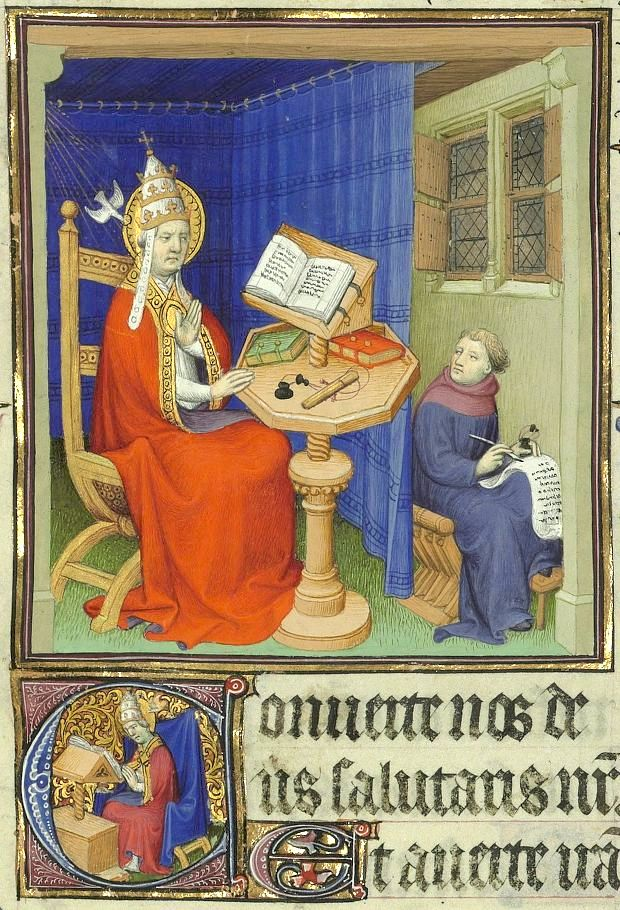
Saint Grégoire (fol. 100)
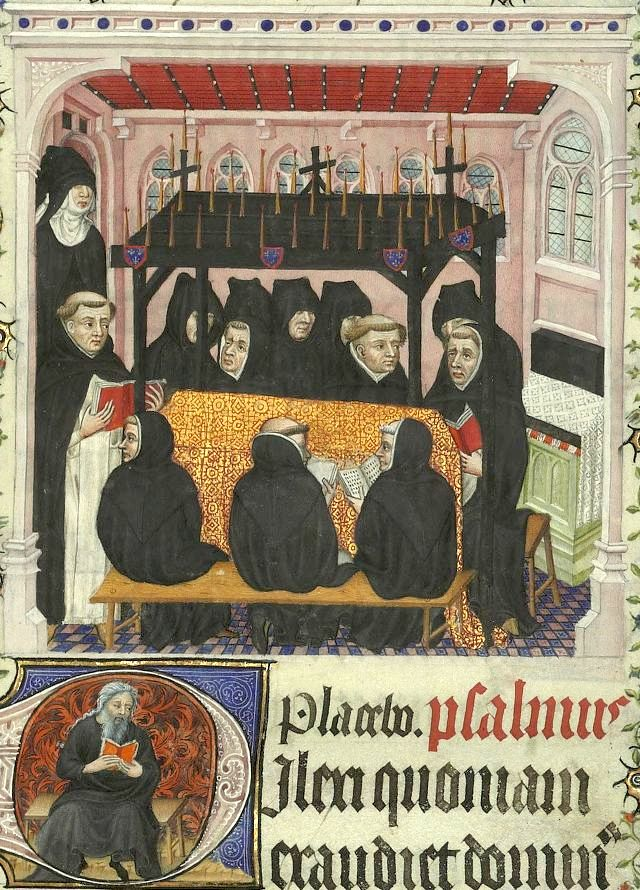
Funérailles (fol. 106)

## Description du manuscrit
Le manuscrit est composé de 126 folios, soit 252 pages de très grand format (400 × 300 mm). Le texte en latin est complet et contient les chapitres suivants : 
- Le calendrier (f.1-6)
- Les Heures de Notre-Dame (f.8-42)
- Les sept psaumes de la pénitence et les litanies des saints (f.45-52)
- Les petites heures de la croix (f.53-55) et les petites heures du Saint-Esprit (f.56-58)
- Les grandes heures de la Passion (f.61-85) et les grandes heures du Saint-Esprit (f.86-101)
- Les offices des morts (f.106-123)

Le manuscrit actuel comporte 24 illustrations du calendrier contenant des allégories bibliques, ainsi que 28 petites miniatures, situées en « belle page » illustrant le reste du texte, et réparties aux articulations de chaque office. Les trois principaux offices (heures de la Vierge, de la Passion et du Saint-Esprit) sont dotés chacun de huit images correspondant aux huit heures canoniales de l'office. Le commanditaire est représenté à cinq reprises (aux folios 8, 34, 96, 97 et 98). 
On doit ajouter au manuscrit dix-sept grandes miniatures pleines pages, appelées « grandes histoires », soustraites au manuscrit à une date inconnue, ce qui fait un total de quarante-cinq petites et grandes peintures. Une seule des grandes est conservée : Le Portement de croix de Jacquemart de Hesdin, qui devait s'insérer avant l'actuel folio 71 pour illustrer l'heure de sexte de la Passion. 
Eberhard König note dans sa présentation audiovisuelle que le choix des illustrations est motivé par le souhait de renouveler une iconographie déjà présente dans les nombreux autres livres d’heures que possède le duc. Certaines miniatures, comme les Noces de Cana, sont rarement employés. La double illustration, en miniature et dans l’initiale du texte qui suit, est aussi utilisée par exemple dans le livre d’heures d’Étienne Chevalier. Sont absentes les scènes principales que l'on trouve usuellement dans les heures de la Vierge et de la Passion à l'usage de Paris.
Les textes des folios 18 à 26 sont presque identiques à ceux des folios 89 à 97.[réf. nécessaire]

### Le calendrier et le credo apostolique

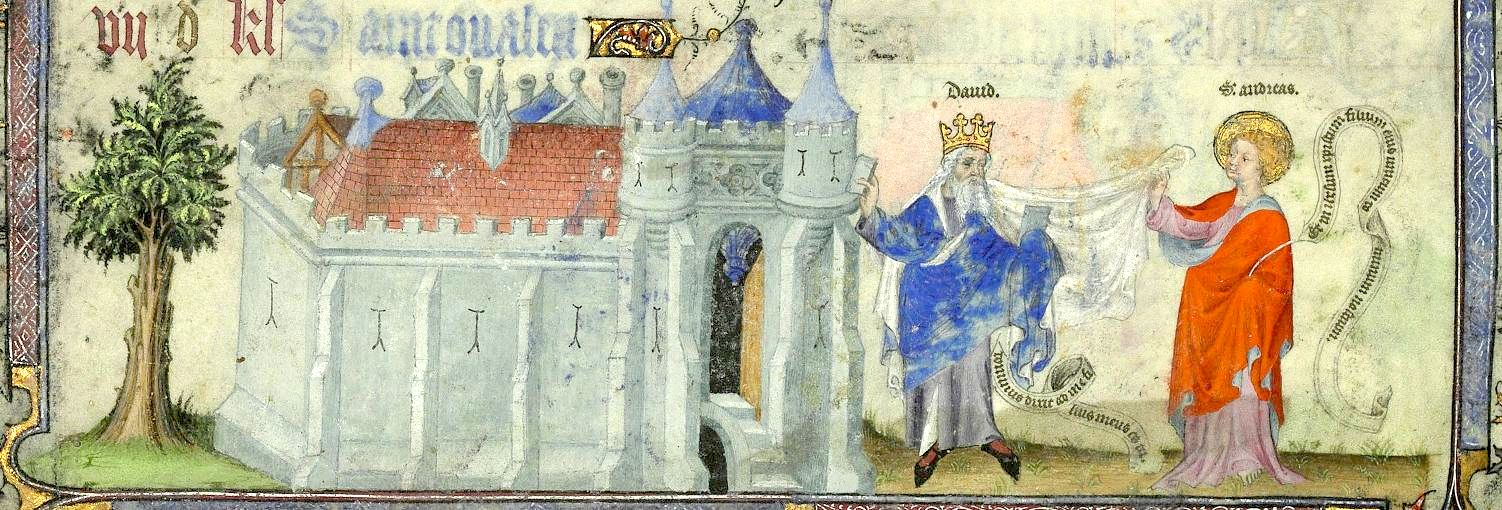
Calendrier : Février. Le prophète David face à l’apôtre André.

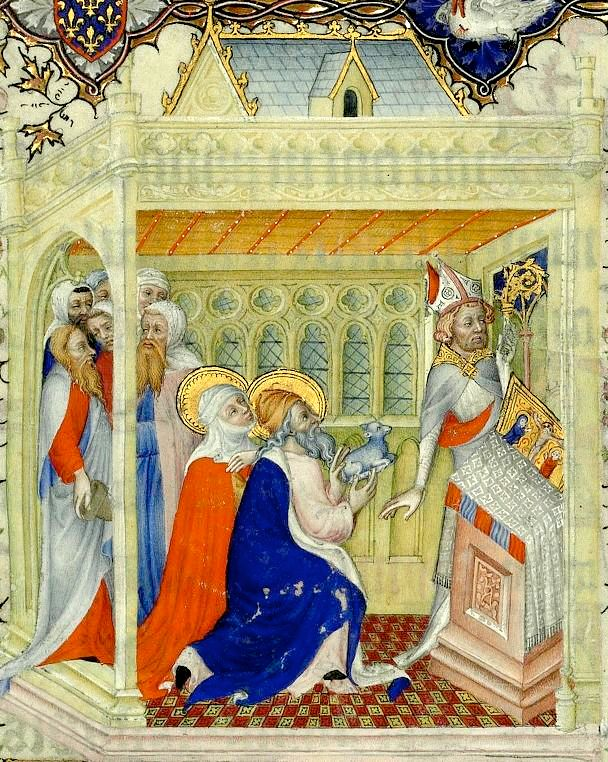
Le pontife refuse l'offrande de Joachim (fol. 8,détail).

Les douze folios du calendrier contiennent, en bas de page, des miniatures qui sont en correspondance avec le symbole des apôtres (ou credo des apôtres). Pour chaque mois, un des apôtres figure dans l’image, et porte un phylactère qui contient une phrase des douze phrases du credo. L’ordre des apôtres est : Pierre, André, Jacques le Majeur, Jean, Thomas, Jacques le Mineur, Philippe, Barthélémy, Matthieu, Simon, Thaddée, Mathias. 
En face de chaque apôtre se trouve un prophète qui tient également un phylactère où est inscrit une phrase qui répond au texte de l’apôtre. De plus, l’apôtre retire un voile du prophète, signifiant à la fois qu’il révèle la loi nouvelle et qu’il dévoile l’annonce déjà contenu dans la loi ancienne. Enfin, tout à gauche se trouve un bâtiment représentant une synagogue et par là-même l’ancienne loi; le prophète retire du bâtiment une ou des pierre qu’il donne à l’apôtre, signifiant par là que l’ancienne loi est dépassée par la nouvelle; au fur et à mesure que l’année progresse, la synagogue est de plus en plus délabrée et, pimpante en janvier, elle est en ruine en décembre. Émile Mâle a observé que cette opposition entre prophètes et apôtres a été un sujet favori de l’art du XVe siècle. On en trouve dans divers vitraux, dans des bâtiments à Cluny ou Albi, et dans des manuscrits comme le Bréviaire de Belleville.

### Les encadrements
Les bordures sont reprises d'un livre antérieur de Jean de Berry, les Belles Heures de Bruxelles. On y voit alterner, dans des sorte de quarte-feuilles, les armes, les emblèmes (ours et cygne « navré ») et le chiffre (un « V » et un « E » entrelacés) du destinataire. Un autre trait de ce manuscrit est l'abondance de figures grotesques représentées en bout de ligne : elles sont pour une bonne part empruntées aux Heures de Jeanne d'Évreux et au Bréviaire de Belleville de Jean Pucelle.

### Portement deCroix

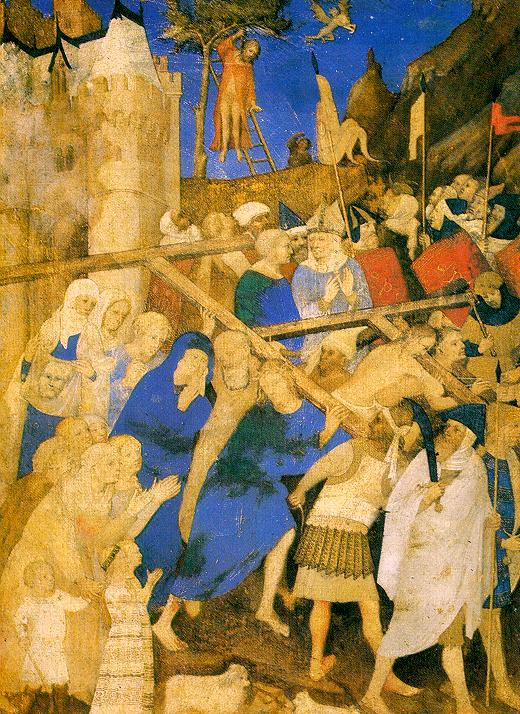
Le Portement de la croix, grande miniature autrefois insérée dans le manuscrit, musée du Louvre.

Ce n’est qu’en 1956 que le Portement de Croix est définitivement attribuée à Jacquemart de Hesdin et identifiée à l’une des grandes peintures des Heures. La page a été retaillée aux dimensions 379 × 283 mm, jusqu'au filet d'encadrement. L'image porte des traces d'humidité, certains vêtements clairs sont probablement décolorés, l'argent est noirci (sabre du garde au premier plan, pièces d'armure, toit de la porte).
L’image, simplement encadrée par un filet d’or, occupe tout l’espace de la page sans laisser de place à des bordures ornementales. Les deux grandes croix disposées en diagonale contribuent à étager les plans et à scinder en petits groupes la foule des participants. La porte de Jérusalem, vue en perspective et tournée vers l’extérieur, crée un élément d’instabilité supplémentaire. L’impression dramatique est accentuée par la masse montagneuse menaçante de l’angle supérieur droit.
De multiples épisodes sont représentées autour du Christ. Outre le Christ, la Vierge, saint Jean et les soldats romains au centre, on reconnaît sainte Véronique tenant le voile imprimé du visage du Christ, Simon de Cyrène qui aide à porter la croix, les deux larrons portant leur croix. À l’arrière-plan, le suicide de Judas pendu à l’arbre, et dont un diable emporte l’âme. Une partie des soldats et témoins regardent d’ailleurs vers le pendu, invitant le spectateur à en faire autant. Certains épisodes sont aussi présents dans le corps du texte, comme le Suicide de Judas (fol. 65) et les Deux Larrons nus (fol. 70). 
L’économie de couleurs est typique de Jacquemart. Au milieu d’un camaïeu de bruns, se détachent le bleu des tuniques du Christ, de Marie, de Véronique. Le personnage bedonnant au-dessus du Christ également vêtu de bleu et qui passe sa main dans sa ceinture est Ponce Pilate, en discussion avec le grand prêtre. Trois autres soldats portent des boucliers rouge vermillon marqués des lettres SPQR.
La composition d’ensemble est fondée sur des prototypes siennois, en particulier un Portement de Croix de Pietro Lorenzetti peint entre 1310 et 1320 et, pour les larrons et le soldat vu de dos, un diptyque peint par Simone Martini vers 1335. Le personnage tenant un enfant à la main au premier plan, dans le groupe de spectateurs, est un motif employé dans les fresques du Santo de Padoue par Altichiero da Zevio, où il joue le même rôle médian entre le spectateur et la scène à laquelle il assiste. Deux jeunes filles plus petites occupent redevant la scène, en prières mains jointes pour la première, et bras croisés pour la deuxième, vêtues de fines toiles de lin et de trames de coton. Ces donatrices ne sont pas Bonne et Marie, les deux filles de Jean de Berry. Les deux petits chiens à l’avant-scène se trouvent déjà dans un autre tableau de Matteo Giovannetti.

## Miniatures

Grotesques
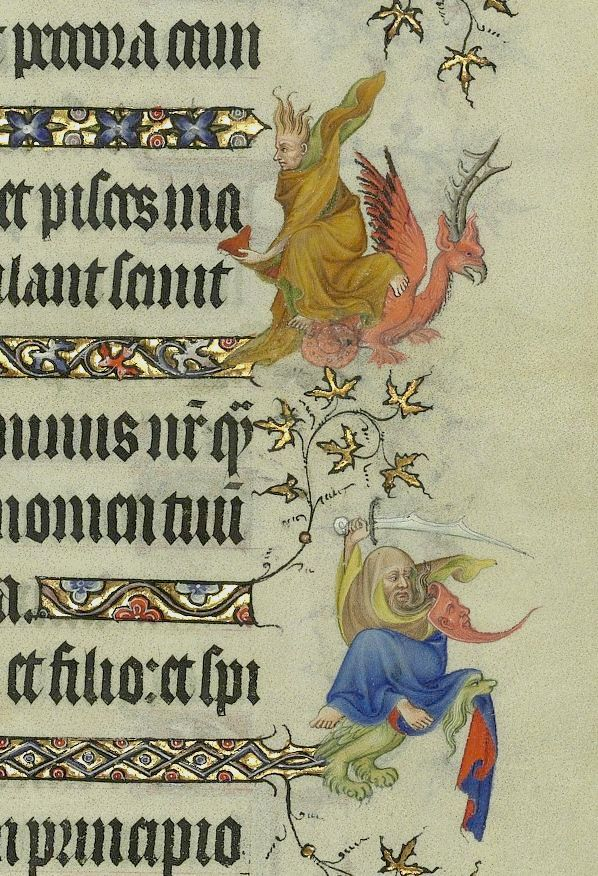
Fol. 9r
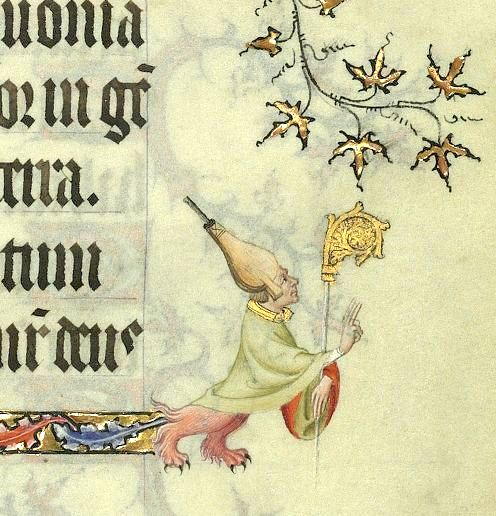
Fol. 12r
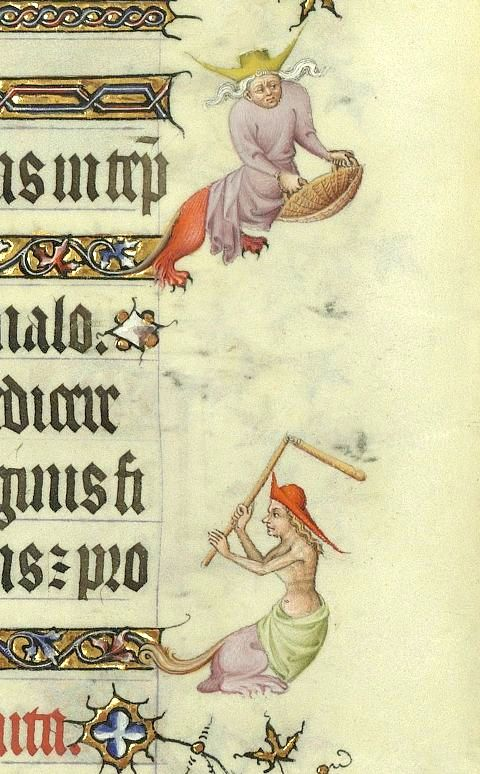
Fol. 12v
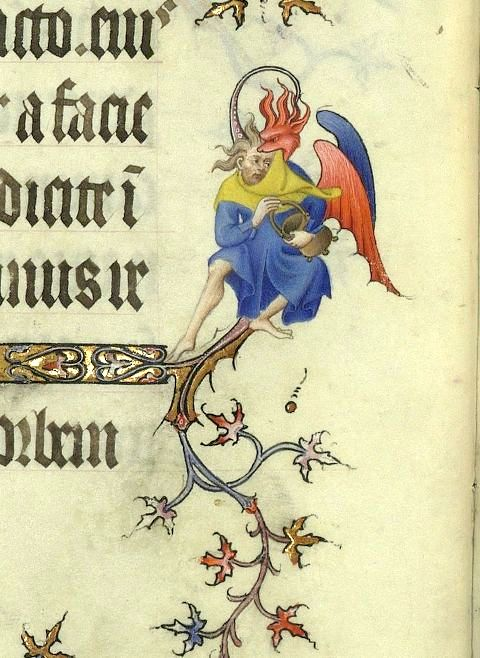
Fol. 13v
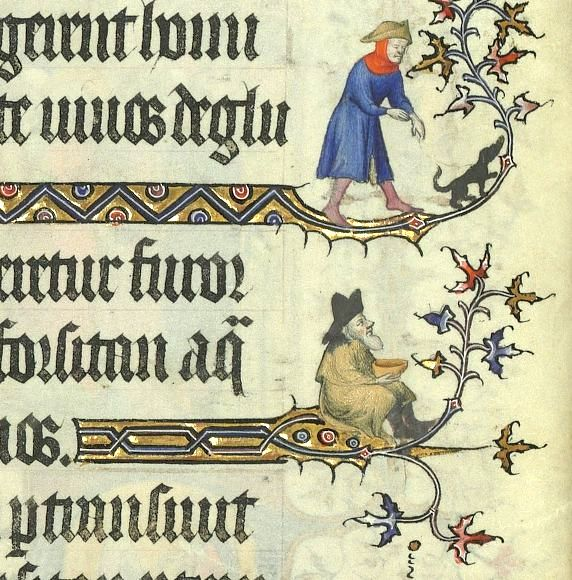
Fol. 37v

Emblèmes (folio 24)
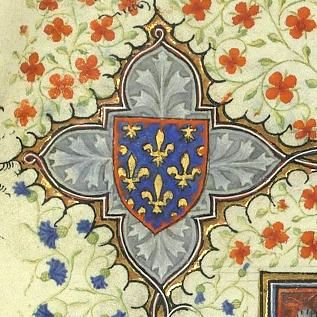
Écusson.
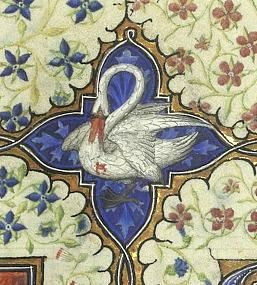
Cygne blessé.
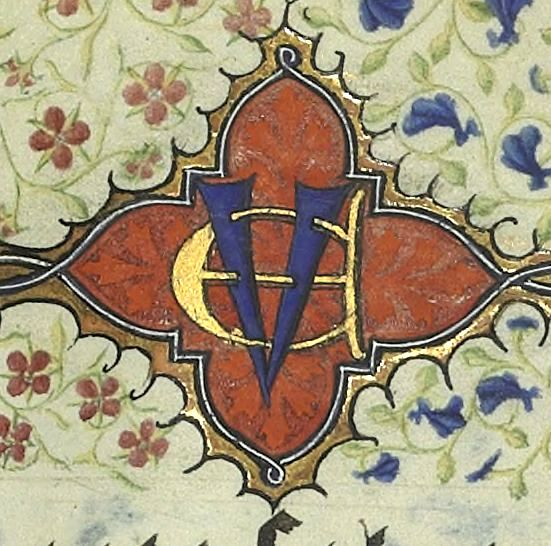
Emblème "EV".
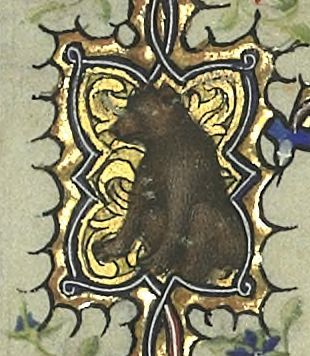
Ourson.
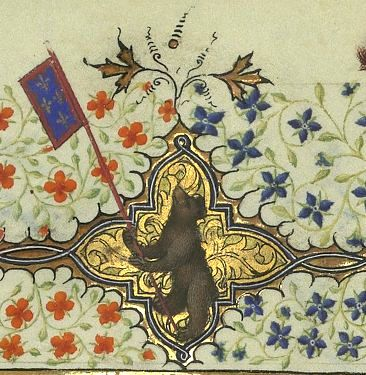
Ourson porte-drapeau.

Initiales historiées (folio 24)
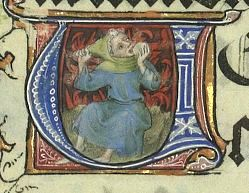
Fou mangeant.
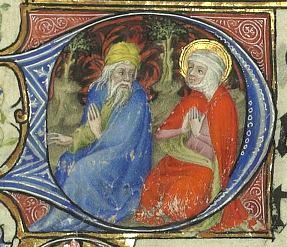
Joachim et Anne ?
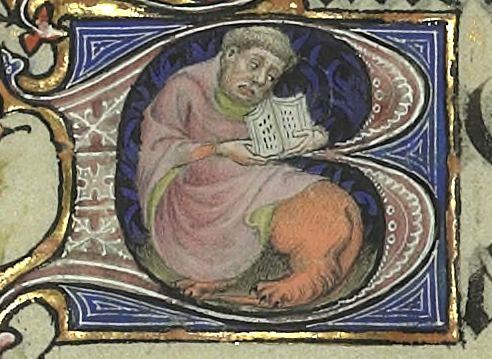
Moine à corps de lion.

Animaux (folio 24)
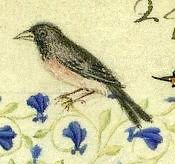
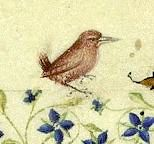
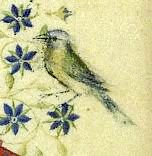
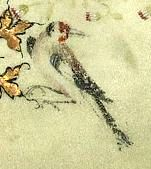
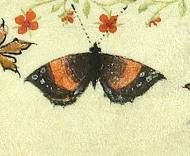

- Grotesques
- Fol. 9r
- Fol. 12r
- Fol. 12v
- Fol. 13v
- Fol. 37v